# Trädgårdssnylthumla
Trädgårdssnylthumla (Bombus barbutellus) är en insekt i överfamiljen bin (Apoidea) som tillhör släktet humlor och undersläktet snylthumlor. På finlandssvenska kallas arten gårdssnylthumla.

## Beskrivning
Trädgårdssnylthumlan är en medelstor humla med en kroppslängd på 18 till 20 mm för honan, 15 till 17 mm för hanen. Honan har kraftiga käkar som många snylthumlehonor. Humlan är svartbrun med bred, blekgul krage och ett blekgult band på slutet av mellankroppen, mörka vingar samt med vit bakkroppsspets. Framför allt honan kan ha en svart fläck mitt på den vita bakkroppsspetsen.
Hanen är ofta ljusare färgad än honan, med fler gulaktiga hår i pälsen: Det gula fältet på slutet av mellankroppen och den första tergiten kan ofta sammanfalla, tergit 2 och 3 har svart päls och tergit 4 till 6 vit. Den allra sista tergiten, nummer 7, är svarthårig. Sterniterna är ofta vithåriga. Dessutom har hanen två upphöjda knölar i slutet av den sista sterniten, som är ett viktigt artigenkänningstecken.
Humlan liknar åkersnylthumla, men till skillnad från denna har den vita sidor på bakkroppsspetsen i stället för gula. Även jordsnylthumla är en förväxlingsart, men denna känns igen på att den saknar knölarna i slutet av
buksidan, som trädgårdssnylthumlans hane har.

## Utbredning
Humlan finns i större delen av Europa från Spanien och norra Medelhavsområdet i söder, till mellersta Sverige i norr, och från Brittiska öarna i väster genom Ryssland och norra och mellersta Asien till Mongoliet i öster. 
I Sverige förekommer arten upp till Dalarna och Hälsingland. Den är utdöd på Gotland.
I Finland finns arten sedan sent 1960-tal endast längs sydkusten (dock ej Åland); nordligare fynd har rapporterats, men de är alla från 1960-talet eller tidigare.

## Taxonomi
Trädgårdssnylthumlans synonym Bombus maxillosus betraktades tidigare som en egen art. Emellertid gjordes år 2011 en analys av DNA och hanens markeringsferomoner (de feromoner han avsätter på föremål i terrängen för att locka till sig parningsvilliga honor) hos Bombus maxillosus. Denna visade på en överenstämmelse mellan Bombus maxillosus och trädgårdssnylthumlan, vilket ledde till att allt fler forskare anser att arten enbart är en synonym för trädgårdssnylthumlan. Inte heller Integrated Taxonomic Information System (ITIS) eller Global Biodiversity Information Facility (GBIF) betraktar numera Bombus maxillosus som en giltig art.

## Ekologi
Trädgårdssnylthumlan är en snylthumla. Den snyltar i första hand på trädgårdshumla, men troligtvis även på fälthumla och den sydländska humlan Bombus argillaceus. Den dräktiga honan tränger in i ett litet bo av någon av värdhumlorna, dödar eller dominerar värddrottningen, och tvingar arbetarna att ta hand om sina egna ägg, som alla ger upphov till honor och hanar; de deltar inte själva i boets omvårdnad.
Humlan söker sig till stor del till tistlar. Honorna kan även flyga på vitplister, häckvicker och kråkvicker, medan hanarna förutom tistlar besöker lavendel, kaprifol, björnbär och klint. De övervintrande honorna kommer fram sent i april, medan de unga honorna och hanarna är aktiva mellan juli och september (honorna övervintrar därefter).

## Status
Globalt är trädgårdssnylthumlan klassificerad som livskraftig ("LC") av Internationella naturvårdsunionen (IUCN), även om de konstaterar att arten minskar. Arten har även minskat i Sverige, främst beroende på att värdarten trädgårdshumla har gått tillbaka kraftigt på grund av den minskade förekomsten av blommande rödklöver. Minskningen är dock ännu (2020) ej så kraftig att det motiverar någon rödlistning. I Finland är arten däremot klassificerad som akut hotad ("CR").